# Annisa Saufika
Annisa Saufika (* 21. Juni 1993 in Cirebon) ist eine indonesische Badmintonspielerin. 

## Karriere
Annisa Saufika stand bei der Indonesia Super Series 2012 im Hauptfeld des Mixeds, wo sie mit Lukhi Apri Nugroho am Start war. Bei den Malaysia International 2012 belegte sie mit ihm Rang zwei in dieser Disziplin. Im gleichen Jahr wurde sie bei den Pekan Olahraga Nasional Zweite mit dem Damenteam von Jawa Tengah.

## Referenzen
- Annisa Saufika beim Badminton-Weltverband

| Personendaten    | Personendaten                   |
| ---------------- | ------------------------------- |
| NAME             | Saufika, Annisa                 |
| KURZBESCHREIBUNG | indonesische Badmintonspielerin |
| GEBURTSDATUM     | 21. Juni 1993                   |
| GEBURTSORT       | Cirebon                         |